# Mein Leben als Zucchini
Mein Leben als Zucchini (Originaltitel: Ma vie de Courgette) ist ein französisch-schweizerischer Stop-Motion-Film aus dem Jahr 2016. Das Drehbuch von Céline Sciamma basiert auf dem Roman Autobiografie einer Pflaume des französischen Autors Gilles Paris.

## Handlung
Der neunjährige Icare, der von seiner Mutter „Zucchini“ genannt wird, lebt mit dieser alleine. Sein Vater hatte sie zuvor verlassen, welcher immer „sehr die jungen Hühner mochte“. Icare selber sieht seinen Vater als Superhelden und hat ihn auf seinen Flugdrachen gemalt. Eines Tages spielte der kleine Zucchini mit den Bierdosen seiner alkoholkranken Mutter, welche dann tragischerweise bei einem Unfall auf der Treppe zu seinem Zimmer ums Leben kommt.
Der einfühlsame Polizist Raymond bringt ihn daraufhin in ein Waisenhaus, wo die anderen Kinder Ähnliches erlebt haben. Als Andenken an seine Eltern bewahrt er eine Bierdose für seine Mutter und den Drachen mit dem Bild seines Vaters auf. Im Waisenhaus angekommen wird er von Simon dazu gedrängt, seinen Hintergrund zu verraten. Dieser ärgert ihn wiederholt und bezeichnet ihn immer als „Kartoffel“. Als Simon aber seinen Drachen stiehlt, beginnen sich die beiden zu prügeln und werden zur Rektorin zitiert. Die beiden versöhnen sich und Simon erzählt ihm, dass seine Eltern Drogen genommen haben. Er kennt auch die Schicksale der anderen und Zucchini entgegnet ihm, dass er seine Mutter getötet hat. Ab dann macht ihm das Leben mehr Spass und Raymond besucht ihn.
Ein neues Waisenkind, Camille, gesellt sich zur Gruppe. Zucchini und Camille verstehen sich von Anfang an, sie verschweigt aber den Grund für ihren Aufenthalt. Die neugierigen Simon und Zucchini brechen deshalb in der Nacht ins Sekretariat ein und lesen ihre Akte: Sie hat die Ermordung ihrer Mutter durch ihren Vater und seinen darauffolgenden Suizid gesehen.
Im Winter macht das Waisenhaus einen Ausflug. Im Bus entwendet Simon dann die Bierdose von Zucchini, Camille nimmt sie diesem aber wieder weg und gibt sie Zucchini wieder zurück. Anschliessend fahren die beiden zusammen Schlitten. Am Abend findet in der Skihütte eine kleine Disco statt und Zucchini und Camille tanzen miteinander. Statt zu schlafen, schleichen sich die beiden nachts davon und Zucchini schenkt ihr ein aus seiner Bierdose gefaltetes Schiff. Bei dieser Gelegenheit gesteht ihr Zucchini, dass er ihre Vergangenheit kennt. Camille öffnet sich ihm nun. Nach dem Tod ihrer Eltern wohnte sie bei ihrer gemeinen Tante. Nach ihrer Rückkehr veranstalten die Kinder eine Schneeballschlacht.
Bei der Rückfahrt gibt Zucchini der vermeintlich schlafenden Camille einen Kuss und hält ihre Hand. Zucchini schreibt Raymond von seinen Erlebnissen. Camilles Tante will Camille wieder bei sich aufnehmen, damit sie Geld bekommt. Camille selber möchte dies aber nicht. Als Raymond Zucchini abholt, schmuggeln die Kinder Camille in sein Auto. Als dieser sie entdeckt, ruft er im Waisenhaus an, nimmt die beiden aber trotzdem mit zum Jahrmarkt, wo Camille einen Teddy gewinnt. Camilles Tante nimmt Camille Raymond weg und droht diesen anzuzeigen.
Die Kinder im Heim drohen mit einem Hungerstreik und schreiben ihr Briefe. Sie konnten im Blechschiff einen MP3-Player zu ihr bringen. Camille nimmt die Beschimpfungen ihrer Tante damit auf und überzeugt so den Richter, dass sie im Waisenhaus bleiben kann. Raymond redet mit dem Richter und will Camille und Zucchini bei sich aufnehmen, was Simon mitbekommt. Dieser ist sehr traurig darüber, weil er will, dass alle zusammen bleiben. Ihm wird aber klar, dass es besser für die beiden ist, wenn sie adoptiert werden.
Schließlich holt Raymond die beiden ab und nimmt sie bei sich auf. Beim Anblick ihres neuen Zimmers, bricht Camille in Tränen aus. Zucchini schreibt Simon, der zuvor nie Post bekommen hatte, weiterhin. Auf Zucchinis Drachen ist jetzt das Foto seiner Waisenhausfreunde aufgeklebt.

## Synchronisation
Die deutsche Vertonung erfolgte bei der Splendid Synchron GmbH in Berlin. Klaus Bickert schrieb das Dialogbuch, Charles Rettinghaus führte die Dialogregie.
| Rolle                            | Französischer Sprecher | Deutscher Sprecher |
| -------------------------------- | ---------------------- | ------------------ |
| Icare „Zucchini“                 | Gaspard Schlatter      | Linus Püttmann     |
| Camille                          | Sixtine Murat          | Louisa Fuchs       |
| Simon                            | Paulin Jaccoud         | Felix Lange        |
| Raymond                          | Michel Vuillermoz      | Helmut Gauß        |
| Ahmed                            | Raul Ribera            | Noah Liebscher     |
| Alice                            | Estelle Hennard        | Victoria Waldau    |
| Jujube                           | Elliot Sanchez         | Moritz Müller      |
| Béatrice „Béa“                   | Lou Wick               | Sarah Josse        |
| Tante Ida                        | Brigitte Rosset        | Alexandra Wilcke   |
| Madame Papineau                  | Monica Budde           | Arianne Borbach    |
| Monsieur Pau (frz.) / Paul (dt.) | Adrien Barazzone       | Peter Sura         |
| Rosy                             | Véronique Montel       | Marie Bierstedt    |
| Zucchinis Mutter                 | Natacha Koutchoumov    | Denise Gorzelanny  |
| Richter                          | Jean-Claude Issenmann  | Axel Lutter        |

## Hintergrund
Der Film feierte seine Premiere beim Cannes Filmfestival am 15. Mai 2016; in Deutschland lief der Film am 16. Februar 2017 in den Kinos an.
Der Soundtrack des Films stammt von Sophie Hunger und enthält zusätzlich, eingebettet in entsprechende Szenen, die beiden Original-Songs Eisbär von Grauzone sowie Le vent nous portera von Noir Désir.

## Kritik
Der Film erhielt von Kritikern positive Bewertungen. Die Deutsche Film- und Medienbewertung verlieh dem Film das Prädikat „Besonders wertvoll“.

## Auszeichnungen
- César 2017: Ausgezeichnet als Bester Animationsfilm und für das Beste adaptierte Drehbuch[4]
- Europäischer Filmpreis 2016: Ausgezeichnet als Bester Animationsfilm
- Satellite Awards 2016: Ausgezeichnet als Bester Animationsfilm oder Real-/Animationsfilm
- Schweizer Filmpreis 2017: Ausgezeichnet als Bester Spielfilm, für die Beste Filmmusik und mit dem Spezialpreis der Akademie (Marie-Eve Hildbrand für Casting und Schauspielführung)[5]
- Cannes 2016: Nominiert für die Caméra d’Or
- Golden Globe Awards 2017: Nominiert als Bester Animationsfilm
- Oscarverleihung 2017: Nominiert[6] als Bester animierter Spielfilm; Kandidat der Schweiz als Bester fremdsprachiger Film